# Bussac-Forêt
Bussac-Forêt is een gemeente in het Franse departement Charente-Maritime in de regio Nouvelle-Aquitaine. De plaats maakt deel uit van het arrondissement Jonzac. Bussac-Forêt telde op 1 januari 2022 1.079 inwoners. In de gemeente ligt spoorwegstation Bussac.

## Geografie
De oppervlakte van Bussac-Forêt bedraagt 34,78 km², de bevolkingsdichtheid is 30 inwoners per km².
De onderstaande kaart toont de ligging van Bussac-Forêt met de belangrijkste infrastructuur en aangrenzende gemeenten.

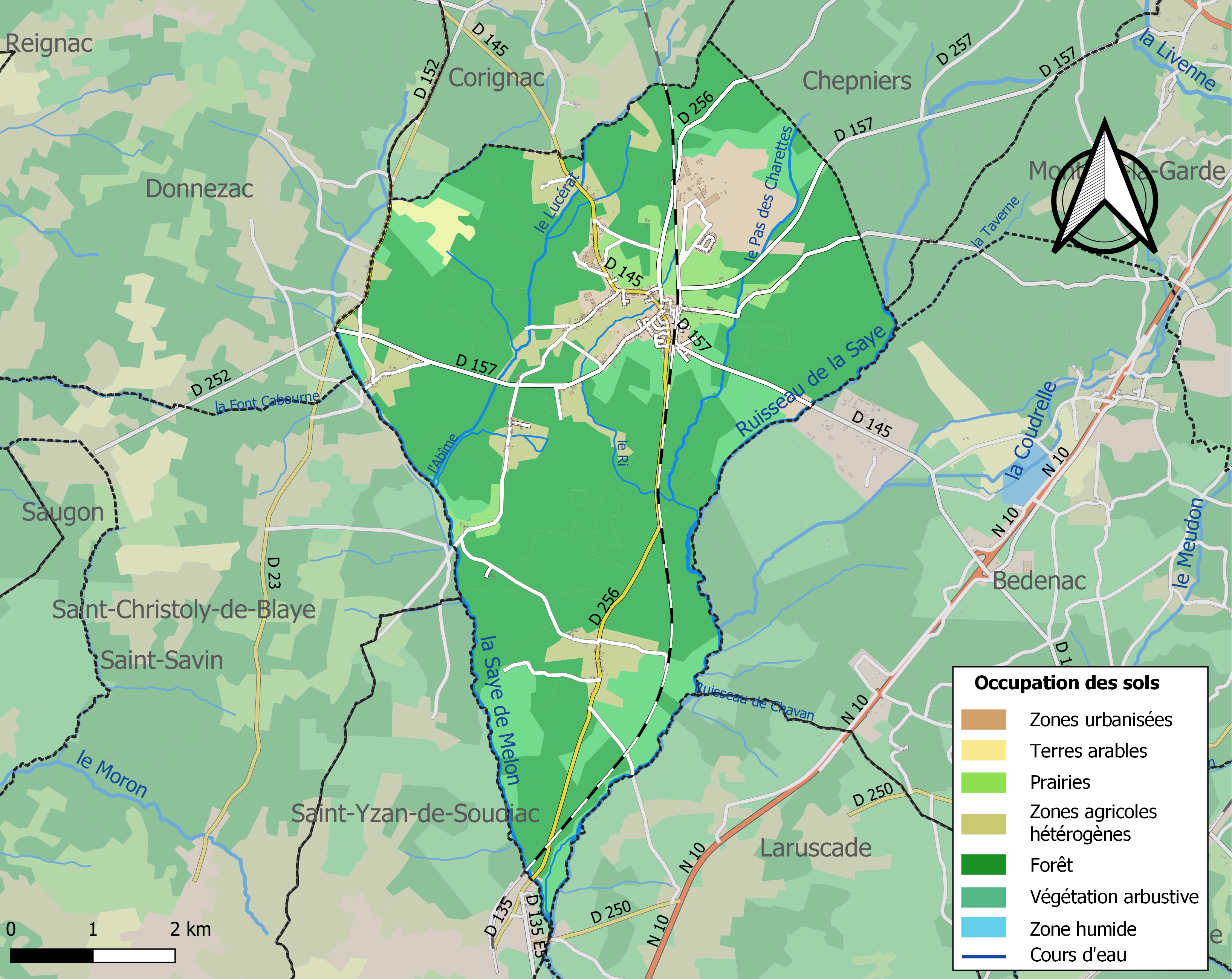

## Demografie
Onderstaande figuur toont het verloop van het inwonertal (bron: INSEE-tellingen).